# Da-dearu-Stil
Der da-dearu-Stil (jap. だ・である体, da-dearu-tai) oder kurz de-aru-Stil ist eine Form des Prädikatsstils (文体, buntai) in der Japanischen Sprache. Das Gegenstück ist der desu-masu-Stil.
Den Namen hat der Stil von der Kopula de aru, die in diesem Stil zum Einsatz kommt, zum Beispiel im Titel von Natsume Sōsekis Roman Wagahai wa Neko de aru. In der gesprochenen Sprache wird in der Kurzform de aru zu da zusammengezogen.
Der De-aru-Stil kommt zum Einsatz, wenn keine besonderen Höflichkeitsfloskeln notwendig sind. Das ist zum einen der engere Familien- und Freundeskreis, zum anderen schriftliche Texte wie Zeitungsartikel, wissenschaftliche Texte und Romane. Im Englischen wird er daher auch als plain style (einfacher Stil) bezeichnet. Verben und Adjektive werden in ihrer Grundform verwendet, also der Shūshikei.